# Forsnäs kapell
Forsnäs kapell är en kyrkobyggnad i Forsnäs by cirka 35 km norr om Råneå i Luleå kommun, vilken tillhör Råneå församling i Luleå stift.

## Kyrkobyggnaden
Kapellet uppfördes åren 1938 - 1939 efter ritningar av arkitekt Martin Westerberg och invigdes 22 oktober 1939 av biskop Bengt Jonzon. Byggnaden har en stomme av cementsten och täcks av ett brant sadeltak.
En fristående klockstapel färdigställdes i augusti 1941. I stapeln hänger en klocka tillverkad av Bergholtz klockgjuteri.

## Inventarier
- Orgeln med fyra stämmor är inköpt 1950 från Grönlunds Orgelbyggeri.
- Altartavlan är en målning utförd av Syster Marianne.